# Gare de Rome
La  gare de Rome est une gare ferroviaire des États-Unis située à Rome dans l'État de New York; elle est desservie par plusieurs lignes d'Amtrak.

## Histoire
Elle est construite entre 1912 et 1914 par la New York Central Railroad.

## Service des voyageurs

### Desserte
Elle est desservie par des liaisons longue-distance Amtrak :
- L'Empire Service: Niagara Falls (NY) - New York
- Le Maple Leaf: Toronto - New York